# Hypharpax
Hypharpax is een geslacht van kevers uit de familie van de loopkevers (Carabidae). De wetenschappelijke naam van het geslacht is voor het eerst geldig gepubliceerd in 1825 door W.S. McLeay.

## Soorten
Het geslacht Hypharpax omvat de volgende soorten:
- Hypharpax aereus (Dejean, 1829)
- Hypharpax assimilis (Macleay, 1888)
- Hypharpax australasiae (Dejean, 1829)
- Hypharpax bostockii (Castelnau, 1867)
- Hypharpax convexiusculus (Macleay, 1871)
- Hypharpax deyrollei (Castelnau, 1867)
- Hypharpax flavitarsis Chaudoir, 1878
- Hypharpax flindersii (Castelnau, 1867)
- Hypharpax habitans Sloane, 1895
- Hypharpax interioris Sloane, 1895
- Hypharpax kingii (Castelnau, 1867)
- Hypharpax kreftii (Castelnau, 1867)
- Hypharpax moestus (Dejean, 1829)
- Hypharpax nitens Sloane, 1911
- Hypharpax obsoletus Blackburn, 1892
- Hypharpax peronii (Castelnau, 1867)
- Hypharpax puncticollis (Macleay, 1888)
- Hypharpax queenslandicus (Csiki, 1932)
- Hypharpax ranula (Castelnau, 1867)
- Hypharpax rotundipennis Chaudoir, 1878
- Hypharpax sculpturalis (Castelnau, 1867)
- Hypharpax sloanei Blackburn, 1891
- Hypharpax subsericeus (Macleay, 1888)
- Hypharpax vilis Blackburn, 1891